# 賀美石村
賀美石村（かみいしむら）は、昭和29年（1954年）まで宮城県加美郡の中部にあった村。現在の加美町中南部にあたる。

## 沿革
- 明治22年（1889年）4月1日 - 町村制施行にともない、谷地森村・木舟村・君ヶ袋村・小泉村・米泉村・鳥嶋村・鳥屋崎村・沼ヶ袋村・孫沢村の計10か村が合併して賀美石村が発足。村名は谷地森村にある賀美石神社より命名。
- 昭和29年（1955年）7月1日 - 宮崎村と合併し、宮崎町となる。

## 行政

### 歴代村長
| 代 | 氏名       | 就任                      | 退任                       | 備考 |
| -- | ---------- | ------------------------- | -------------------------- | ---- |
| 1  | 渋谷善八   | 明治22年（1889年）4月20日 | 明治26年（1893年）1月5日   |      |
| 2  | 佐藤清之助 | 明治26年（1893年）4月11日 | 明治29年（1896年）5月10日  |      |
| 3  | 木幡直清   | 明治29年（1896年）7月10日 | 明治32年（1899年）2月26日  |      |
| 4  | 錦戸高英   | 明治32年（1899年）5月26日 | 明治34年（1901年）2月2日   |      |
| 5  | 板垣清十郎 | 明治34年（1901年）4月18日 | 明治42年（1909年）7月10日  |      |
| 6  | 千葉英之助 | 明治42年（1909年）8月3日  | 大正元年（1912年）8月22日  |      |
| 7  | 板垣良吉   | 大正2年（1913年）1月9日   | 大正4年（1915年）4月18日   |      |
| 8  | 三浦庄市郎 | 大正5年（1916年）8月5日   | 昭和21年（1946年）2月23日  |      |
| 9  | 文屋力雄   | 昭和21年（1946年）3月29日 | 昭和21年（1946年）11月30日 |      |
| 10 | 本多与逸   | 昭和22年（1947年）4月8日  | 昭和26年（1951年）4月4日   |      |
| 11 | 板垣長蔵   | 昭和26年（1951年）4月23日 | 昭和29年（1954年）6月30日  |      |